# ジョリス・モウラ
ジョリス・モウラ（Joris Moura、2000年5月7日 - ）は、プロD2、ヴァランス・ロマンス・ドローム・ラグビーに所属するラグビー選手。

## プロフィール
- フランス・アヌシー出身[1]。
- ポジションはスタンドオフ(SO)。
- 身長 186cm、体重 105kg
- U20ポルトガル代表に選ばれたことがある[2]。
- ポルトガル代表キャップは7(2025年1月現在）でラグビーワールドカップ2023のポルトガル代表に選ばれた[3]。

## 略歴
リヨンOU、RCヴァンヌを経て、2021年、ヴァランス・ロマンス・ドロームに加入。